# Ana Vitória Magalhães
Ana Vitória Magalhães, née le 9 août 1998 à Rio de Janeiro est une coureuse cycliste brésilienne.

## Biographie
Ana Vitória Magalhães est née à Rio de Janeiro. Elle se fait remarquer en 2020 en remportant L'étape Brésil, une course organisée par le Tour de France. 
Après des titres de championne du Brésil des moins de 23 ans obtenus en 2021 et 2022, elle rejoint l'Europe et l'équipe espagnole Soltec. En 2023 elle change d'équipe au profit de Bizkaia-Durango. Cette saison 2023 est l'occasion pour elle de participer à ses premières courses au niveau World Tour, dont le tour d'Italie et celui d'Espagne.
L'année suivante, elle rejoint les rangs de l'équipe italienne Bepink. Elle s'illustre lors de la 2e étape du tour d'Italie, qui lui permet de revêtir pendant une étape le maillot de leader du classement de la montagne. À l'été 2024 elle est sélectionnée pour représenter le Brésil lors de la course en ligne des Jeux olympiques de Paris 2024 qu'elle termine à la 74e place.
Après les Jeux olympiques, elle signe un contrat de deux ans avec la formation World Tour Movistar.

## Palmarès sur route

### Par années
- 2021
  -  Championne du Brésil sur route espoirs
- 2022
  -  Championne du Brésil sur route espoirs
- 2023
  -  Championne du Brésil sur route
- 2024
  -  Championne du Brésil contre-la-montre

### Résultats sur les grands tours

#### Tour d'Italie
3 participations :
- 2023 : non-partante (4e étape)
- 2024 : 73e
- 2025 : 67e

#### Tour de France
1 participation :
- 2025 : 74e

#### Tour d'Espagne
3 participations : 
- 2023 : 81e
- 2024 : 89e
- 2025 : 48e

### Classements mondiaux
| Année                                 | 2021 | 2022 | 2023 | 2024 |
| ------------------------------------- | ---- | ---- | ---- | ---- |
| Classement UCI                        | 732e | 231e | 127e | 265e |
|                                       |      |      |      |      |
| Légende : nc = non classéSource : UCI |      |      |      |      |